# Педро Ріос
Педро Ріос (ісп. Pedro Ríos, нар. 12 грудня 1981, Херес-де-ла-Фронтера) — іспанський футболіст, що грав на позиції півзахисника за низку іспанських клубних команд.

## Ігрова кар'єра
У дорослому футболі дебютував 2000 року виступами за команду «Санлукеньйо», в якій провів один сезон. 
Протягом 2001—2004 років грав у Сегунді Б, третьому іспанському дивізіоні, за «Сеуту».
2004 року перейшов до друголігового «Хереса». Був його основним гравцем протягом п'яти сезонів, 2009 року допоміг команді підвищитися в класі до Ла-Ліги. Проте сезон 2009/10 розпочав також в елітному дивізіоні, однак вже у складі іншої команди, «Хетафе», за яку провів два роки. Згодом ще два сезони відіграв у найвищому іспанському дивізіоні за «Леванте».
Пізніше у 2014–2017 роках знову грав у Сегунді, захищаючи кольори «Рекреатіво» та «Кордови», а завершував ігрову кар'єру виступами на рівні третього дивізіону за «Сан Фернандо» у 2017—2020 роках.